# Louis Charles Antoine Desaix
Louis Charles Antoine Desaix, francoski general, * 1768, † 1800.